# 不可思议的冒险
《不可思议的冒險》（日语：魔訶不思議アドベンチャー!）是日本动画歌手高桥洋树的单曲，歌曲是动画《七龍珠》的主题曲之一。歌曲最早于1986年3月1日发行于黑胶唱片，随后又于1998年3月21日发行于8厘米CD。歌曲和由桥本潮监制的《七龙珠》片尾曲《把浪漫送给你》（ロマンティックあげるよ）收录于一起。

## 收錄曲
| 曲序     | 曲目                     |          | 作曲       | 编曲     | 时长  |
| -------- | ------------------------ | -------- | ---------- | -------- | ----- |
| 1.       | （高橋洋樹）             | 森由里子 | いけたけし | 田中公平 | 3:42  |
| 2.       | （橋本潮）               | 吉田健美 | いけたけし | 田中公平 | 3:45  |
| 3.       | (Original Karaoke)（CD） |          |            |          | 3:42  |
| 4.       | (Original Karaoke)（CD） |          |            |          | 3:45  |
| 总时长： | 总时长：                 | 总时长： | 总时长：   | 总时长： | 15:06 |